# Savigné-sous-le-Lude
Savigné-sous-le-Lude és un municipi francès situat al departament del Sarthe i a la regió de País del Loira. L'any 2007 tenia 438 habitants.

## Demografia

### Població
El 2007 la població de fet de Savigné-sous-le-Lude era de 438 persones. Hi havia 168 famílies de les quals 44 eren unipersonals (28 homes vivint sols i 16 dones vivint soles), 52 parelles sense fills, 60 parelles amb fills i 12 famílies monoparentals amb fills.
La població ha evolucionat segons el següent gràfic:
Habitants censats

### Habitatges
El 2007 hi havia 255 habitatges, 177 eren l'habitatge principal de la família, 50 eren segones residències i 28 estaven desocupats. 254 eren cases i 1 era un apartament. Dels 177 habitatges principals, 134 estaven ocupats pels seus propietaris, 40 estaven llogats i ocupats pels llogaters i 3 estaven cedits a títol gratuït; 2 tenien una cambra, 7 en tenien dues, 38 en tenien tres, 55 en tenien quatre i 75 en tenien cinc o més. 130 habitatges disposaven pel capbaix d'una plaça de pàrquing. A 82 habitatges hi havia un automòbil i a 80 n'hi havia dos o més.

### Piràmide de població
La piràmide de població per edats i sexe el 2009 era:
| Homes | Edats   | Dones |
| ----- | ------- | ----- |
| 0     | 95 o +  | 0     |
| 0     | 90 a 94 | 4     |
| 4     | 85 a 89 | 0     |
| 0     | 80 a 84 | 4     |
| 24    | 75 a 79 | 4     |
| 4     | 70 a 74 | 12    |
| 12    | 65 a 69 | 8     |
| 4     | 60 a 64 | 8     |
| 12    | 55 a 59 | 12    |
| 24    | 50 a 54 | 28    |
| 20    | 45 a 49 | 8     |
| 4     | 40 a 44 | 16    |
| 28    | 35 a 39 | 12    |
| 28    | 30 a 34 | 20    |
| 24    | 25 a 29 | 4     |
| 8     | 20 a 24 | 4     |
| 8     | 15 a 19 | 8     |
| 20    | 10 a 14 | 8     |
| 24    | 5 a 9   | 24    |
| 12    | 0 a 4   | 16    |

## Economia
El 2007 la població en edat de treballar era de 276 persones, 212 eren actives i 64 eren inactives. De les 212 persones actives 191 estaven ocupades (110 homes i 81 dones) i 21 estaven aturades (8 homes i 13 dones). De les 64 persones inactives 21 estaven jubilades, 17 estaven estudiant i 26 estaven classificades com a «altres inactius».

### Ingressos
El 2009 a Savigné-sous-le-Lude hi havia 174 unitats fiscals que integraven 449 persones, la mediana anual d'ingressos fiscals per persona era de 15.128 €.

### Activitats econòmiques
Dels 15 establiments que hi havia el 2007, 2 eren d'empreses de fabricació d'altres productes industrials, 1 d'una empresa de construcció, 3 d'empreses de comerç i reparació d'automòbils, 1 d'una empresa d'hostatgeria i restauració, 1 d'una empresa immobiliària, 6 d'empreses de serveis i 1 d'una entitat de l'administració pública.
Dels 2 establiments de servei als particulars que hi havia el 2009, 1 era una fusteria i 1 restaurant.
L'any 2000 a Savigné-sous-le-Lude hi havia 36 explotacions agrícoles que ocupaven un total de 1.500 hectàrees.

## Poblacions properes
El següent diagrama mostra les poblacions més properes.